# Lithops hookeri
Lithops hookeri es una especie de planta suculenta perteneciente a la familia  Aizoaceae que es nativa de Sudáfrica y Namibia. 

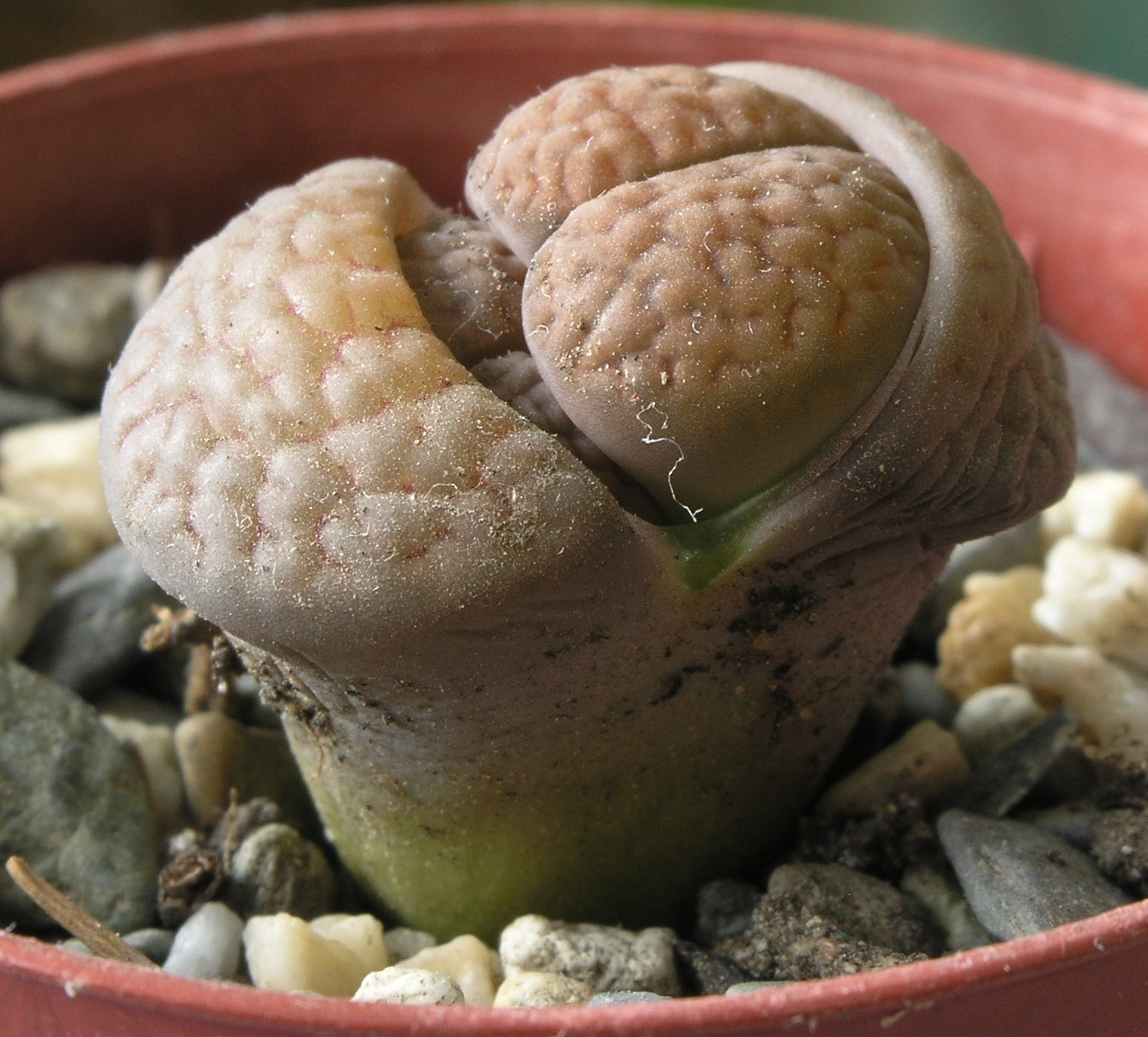
Detalle de la planta

## Descripción
Forma grupos de dos hojas acopladas, divididas por una fisura por donde aparecen las flores. Cada par de hojas forman el cuerpo de la planta que tiene forma cilíndrica o cónica con una superficie plana. De la fisura entre las hojas brota, en periodo vegetativo, las nuevas hojas y en cuanto se abren, las antiguas se agostan. Alcanza los 20 cm de altura con las flores de color blanco.

## Taxonomía
Lithops hookeri fue descrita por (A.Berger) Schwantes, y publicado en Notes Mesembryanthemum 2: 346 1932.
Etimología
Lithops: nombre genérico que deriva de las palabras griegas: "lithos" (piedra) y "ops" (forma).
hookeri: epíteto otorgado en honor del botánico William Jackson Hooker (1785-1865),
Sinonimia
- Mesembryanthemum hookeri A.Berger (1908)
- Lithops marginata Nel (1947)
- Lithops dabneri L.Bolus (1965)
- Lithops aurantiaca L.Bolus (1932)
- Lithops turbiniformis auct. (1922)
- Mesembryanthemum truncatellum Hook.f. (1874)
- Mesembryanthemum turbiniforme auct. (1920)[2]